# Русское (Костанайская область)
Русское (каз. Русский) — упразднённое село в Мендыкаринском районе Костанайской области Казахстана. Ликвидировано в 2012 году. Входило в состав Первомайского сельского округа. Находится примерно в 16 км к юго-западу от районного центра, села Боровского. Код КАТО — 395657700.

## Население
В 1999 году население села составляло 165 человек (75 мужчин и 90 женщин). По данным переписи 2009 года, в селе проживали 74 человека (37 мужчин и 37 женщин).